# Hostovlice
Hostovlice (en allemand : Hostoulitz) est une commune du district de Kutná Hora, dans la région de Bohême-Centrale, en République tchèque. Sa population s'élevait à 239 habitants en 2020.

## Géographie
Hostovlice se trouve à 5 km au nord de Golčův Jeníkov, à 18 km au sud-est de Kutná Hora et à 78 km à l'est-sud-est de Prague.
La commune est limitée par Žleby au nord et à l'est, par Skryje au sud-est, par Okřesaneč au sud, et par Bratčice et Horky à l'ouest.

## Histoire
La première mention écrite de la localité date de 1244.